# T-geheugencel
T-geheugencellen zijn witte-bloedcellen. De T-geheugencellen ontstaan uit de deling van de T-lymfocyten, nadat deze gekoppeld is aan een antigeen-presenterende cel.
Ze worden gevormd bij de eerste afweerreactie, bij een herhaalde infectie herkennen ze het antigeen. Hierdoor wordt de immuunrespons sneller op gang gebracht. Op deze manier ontstaat immuniteit voor het antigenen. Individuele geheugencellen hebben een levensduur van ongeveer 6 maanden of minder. Langdurige immuniteit wordt waarschijnlijk behouden doordat geheugencellen zich delen door middel van klonering.